# Gery Bouw
Gery Bouw (Uden, 10 augustus 1957) is een Nederlandse beeldend kunstenaar. Ze werkt veelvuldig met glas in de architectuur.

## Leven en werk
Gery Bouw studeerde plastische vormgeving aan de afdeling Autonome Vormgeving van de Academie Industriële Vormgeving (nu Design Academy) te Eindhoven.
Aanvankelijk werkte ze vooral met papier. Al snel stapte ze over op industriële restmaterialen die ze verzamelde bij recycling bedrijven in de regio Eindhoven. Vooral de plaatselijke gloeilampen- en elektronica-industrie zorgde voor een groot aanbod aan glas. Hierdoor is haar fascinatie voor dit materiaal ontstaan.
Bij haar eerste kunstwerken in de openbare ruimte waren opdrachten van de Rijksbouwmeester in Den Haag. Een totaalkunstwerk voor het ministerie van Justitie in Zoetermeer en voor de Raad voor de Kinderbescherming in Arnhem. Hierna volgden opdrachten voor onder andere scholen, ziekenhuizen en uitvaartcentra. In 2013 maakte ze een portret van koning Willem-Alexander in glas met led-verlichting voor de Statenzaal van het Provinciehuis in Den Bosch.
Ze was artist in residence in het Europees Keramisch Werkcentrum in Den Bosch. Hier werkte ze met porselein en met driedimensionaal keramisch printen. Op residency's in de Tripkau-kazerne in voormalig Oost-Duitsland werkte ze met video en foto. In 2017 verbleef ze zes weken als artist in residence bij Artceb in Botopasi, in de jungle van Suriname aan de Surinamerivier. Hier maakte ze tekeningen van conté op uitgeknipt polyesterpapier. Ze heeft de puurheid en authenticiteit van de Saramaccaanse inwoners vastgelegd, ze haalde de mens uit een soort van anonimiteit gaf ze een gezicht.
Citaat van Rebecca Nelemans: "Verhoudingen in tijd, tussen mensen onderling en tussen de mens en natuur, zijn zaken die Gery Bouw fascineren. Bij de opdrachten is de betrokkenheid van bewoners of gebruikers van het gebouw erg belangrijk.
In die zin fungeert zij vaak als intermediair tussen mensen en hun omgeving. Ze wil betrokkenheid van de kijkers, niet zozeer bij het werk, als wel bij de boodschap ervan. Alsof ze de maatschappij een spiegel voorhoudt en de vinger legt op de zere plek van het ontbreken van werkelijk contact. Of liever nog: ze daagt mensen uit anders te handelen, om zich open te stellen en relaties aan te gaan.
Of het nu opdrachten zijn of autonoom werk, steeds handelt haar kunst over intimiteit, over menselijke warmte en de kosmische verbondenheid van ons allemaal met de natuur en met elkaar."
Gery Bouw is moeder van Jori van Boxtel, eveneens kunstenaar.

## Oeuvre

### Kunst in de openbare ruimte (selectie)
- 2020 Amphia ziekenhuis Breda, centrale gang, "Panta Rhei", een samenwerking met haar dochter Jori van Boxtel.[2]
- 2019 Amphia ziekenhuis Breda, Stiltecentrum, "Bespiegeling"
- 2018 Uitvaartfaciliteit Dela Goes, aula "Paradijstuin"
- 2016 Universiteit Maastricht, Refter bestuursgebouw Tweede Minderbroedersklooster
- 2015 Elkerliek ziekenhuis Helmond, centrale hal, "Droomtuin"
- 2014 Uitvaartfaciliteit Dela Tiel, aula, "Gevoelsdraden"
- 2013 Provinciehuis (Noord-Brabant) 's-Hertogenbosch, Statenzaal, "een beeld van de koning"
- 2010 Cultureel centrum de Weijer / Basisschool De Weijerhof Boxmeer, "Blauwe Maas"
- 2009 Brede School de Schilden Den Dolder, "De dagelijkse dingen"
- 2008 Universiteit Maastricht, Aula bestuursgebouw Tweede Minderbroedersklooster
- 2008 Multifunctioneel centrum Oelbroeck Sint Anthonis, "Levenspaden"
- 2007 Elkerliek ziekenhuis Helmond, "Het licht in de schaduw"
- 2007 Elkerliek ziekenhuis Deurne, "Het innerlijk in de schaduw"
- 2006 Basisschool de Wissel Veghel, "Wisselwerking"
- 2006 St. Theresiaplein Eindhoven, "Van zebrapad tot zebrapaard"
- 2005 Wooncomplexen de 4 jaargetijden, Eindhoven, "De spiegels van de Bennekel"
- 2005 Stadhuis Veghel, "Levenstakken"
- 2001 Twee Steden ziekenhuis Waalwijk, "Kus"
- 2001 Bibliotheek Zwartsluis, "95 portretten op glas"
- 1999 Raad voor de Kinderbescherming, Arnhem
- 1998 - 2004 Ministerie van Justitie te Zoetermeer
- 1996 Provincie Noord-Brabant, 110 plaquettes

### Tentoonstellingen (selectie)
- 2023 Rochester NY USA, Rochester Contemporary Art Center
- 2022 Thessaloniki, Old Archaeological Museum en Molyvos-Lesbos, Municipal Galery, Griekenland, Small Odysseys
- 2021 Eindhoven, Albert van Abbehuis, Small Odysseys
- 2019 Eindhoven, Van Abbemuseum, Eindhovense kunstenaars te gast
- 2019 Leerdam, Nationaal Glasmuseum
- 2018 Amsterdam, Loods 6 en KunstRAI, Witteveen Visual Art
- 2017 Paramaribo Suriname, Surinaams Museum in Fort Zeelandia
- 2016 Antwerpen, Salon 2060
- 2014 Asperen, Kunstfort Asperen
- 2012 Rochester NY USA, Rochester Contemporary Art Center
- 2010 - 2011  Eindhoven, Dutch Design Week in Stadhuis Eindhoven en op Strijp S
- 2000 Amsterdam, KunstRAI, XX multiple galerie
- 1999 Limerick Ierland, City Gallery of Art
- 1999 Dublin Ierland, Temple Bar Gallery
- 1995 Zwolle, Stedelijk Museum Zwolle
- 1989 Schiedam, Stedelijk Museum Schiedam